# Centro Fluminense
Centro Fluminense è una mesoregione dello Stato di Rio de Janeiro in Brasile.

## Microregioni
È suddivisa in 4 microregioni:
- Cantagalo-Cordeiro
- Nova Friburgo
- Santa Maria Madalena
- Três Rios